# Under stjernerne på himlen
Chansons représentant le Danemark au Concours Eurovision de la chanson
Alt det som ingen ser
(1992) Fra Mols til Skagen
(1995)
Under stjernerne på himlen (en français Sous les étoiles dans le ciel) est la chanson représentant le Danemark au Concours Eurovision de la chanson 1993, à Millstreet, en Irlande. Elle est interprétée par le Tommy Seebach band.

## Sélection
Seebach écrit la chanson comme une berceuse pour sa fille Marie, sa famille l'encourage à la présenter à la sélection du Danemark au Concours Eurovision de la chanson. Après des rejets en 1991 et 1992, Danmarks Radio accepte la chanson en 1993 et en fait l'une des dix présentées au Dansk Melodi Grand Prix à Odense le 3 avril 1993.
Under stjernerne på himlen remporte une nette victoire au sondage téléphonique avec un peu plus de 16 000 votes. Ce sera la troisième participation au Concours de Seebach dans la compétition, après Disco Tango en 1979 et Krøller eller ej en 1981.

## Eurovision
La chanson est la cinquième de la soirée, suivant Moi, tout simplement interprétée par Annie Cotton pour la Suisse et précédant Elláda, chóra tou fotós interprétée par Kéti Garbí pour la Grèce.
À la fin des votes, la chanson obtient 9 points et finit à la vingt-deuxième place sur vingt-cinq participants.

### Points attribués au Danemark
| 12 points            | 10 points | 8 points     | 7 points | 6 points |
| -------------------- | --------- | ------------ | -------- | -------- |
|                      |           |              |          |          |
| 5 points             | 4 points  | 3 points     | 2 points |          |
| - Bosnie-Herzégovine |           | - Luxembourg |          | - Suède  |

## Postérité
Le résultat décevant, associé à l'expansion du Concours aux pays issus de l'éclatement de la Yougoslavie et de l'Union soviétique, signifie que le Danemark ne sera pas présente à la compétition au Concours Eurovision de la chanson 1994, ce qui leur fait manquer le Concours pour la première fois depuis 1977.
Les médias réagissent mal, rejetant la faute sur Seebach personnellement. Son fils révèlera plus tard que ce fut l'une des principales raisons de la descente de son père dans l'alcoolisme et la dépression, aboutissant à son divorce et finalement à sa mort d'une crise cardiaque mortelle en 2003. Under stjernerne på himlen est joué aux funérailles de Seebach, au moment où le cercueil sort de l'église.
Son fils Rasmus Seebach enregistre une reprise de la chanson de son père. Le morceau est inclus dans le deuxième album de Rasmus Mer' end kærlighed  qui sort en single en même temps que l'album en octobre 2011. Il atteint la troisième place du Hitlisten, le classement danois.